# Smiths Station
Smiths Station – miasto w Stanach Zjednoczonych, w stanie Alabama, w hrabstwie Lee. W roku 2023 miasto zamieszkiwało 5477 osób, a gęstość zaludnienia wynosiła ponad 319 osób/km².